# Běh na 1 míli
Běh na 1 míli je oficiální atletickou disciplínou – patří mezi běhy na střední tratě a je vzdáleností velmi blízká běhu na 1500 m, který je z této původní anglické míry odvozen. Míle měří 1609,344 metru (1760 anglosaských yardů) a běhá se dnes již spíše okrajově na některých mítincích (podobně jako například běh na 1 000 m nebo 2 000 m nepatří mezi hlavní olympijské disciplíny).
Trénovaní běžci dokážou tuto distanci uběhnout v čase pod 4 minuty (muži) a pod 4:30 minuty (ženy). Psychologicko-výkonnostní hranici 4 minut jako první prolomil v roce 1954 britský běžec Roger Bannister časem 3:59,4 min.
Současný světový rekord na této trati drží od roku 1999 marocký mílař Hišám Al-Karúdž časem 3:43,13 min. V ženské kategorii je pak rekordmankou keňská běžkyně Faith Kipyegonová, která v roce 2023 zaběhla na diamantové lize v Monaku čas 4:07,64 min.

## Současné rekordy – dráha
| Rekord        | Kategorie | Čas (min) | Atlet             | Stát               | Město        | Datum       |
| ------------- | --------- | --------- | ----------------- | ------------------ | ------------ | ----------- |
| Světový (WR)  | Muži      | 3:43,13   | Hišám Al-Karúdž   | Maroko             | Řím          | 7. 7. 1999  |
| Světový (WR)  | Ženy      | 4:07,64   | Faith Kipyegonová | Keňa               | Monaco-Ville | 21. 7. 2023 |
| Evropský (ER) | Muži      | 3:46,32   | Steve Cram        | Spojené království | Oslo         | 27. 7. 1985 |
| Evropský (ER) | Ženy      | 4:12,33   | Sifan Hassanová   | Nizozemsko         | Monaco-Ville | 12. 7. 2019 |

## Rychlost běhu
Světový rekordman Hišám Al-Karúdž běžel při rekordním běhu průměrnou rychlostí 7,212 m/s (25,97 km/h), každých 100 metrů trati tedy zvládl v průměru za 13,86 sekundy, každých 400 metrů potom za 55,46 s. a 1000 metrů za 2:18,64 minuty. Rekordmanka Faith Kipyegonová běžela průměrnou rychlostí 6,499 m/s (23,40 km/h), což odpovídá průměrnému času 15,39 sekundy na každých 100 metrů trati, 61,55 s. na káždých 400 metrů trati a průměrný čas na 1000 metrů 2:33,88 minuty.